# گولوش‌لو (قره‌عیسی‌لی)
گولوش‌لو (به ترکی استانبولی: Gülüşlü) یک منطقهٔ مسکونی در ترکیه است که در کارایسالی واقع شده‌است.